# Лугинський район
Луги́нський райо́н — колишня адміністративно-територіальна одиниця у Коростенській, Волинській округах, УСРР, Київській і Житомирській областях УРСР та України з адміністративним центром у смт Лугини.
Розташовувався у межах Поліської низовини. До складу району входили селищна громада та 4 сільські ради (45 сільських населених пунктів та 2 селища міського типу: Лугини та Миролюбів). Населення становить 16 561 осіб (на 1.02.2016). Площа — 994 км². Утворено 1923 року.

## Географія
Лугинський район розташований в зоні мішаних лісів. На північному сході він межує з Овруцьким, на сході та південному сході — з Коростенським, на південному заході — з Ємільчинським, на заході й північному заході — з Олевським районами.
Територія району простягається з півночі на південь на 41 км, із заходу на схід — на 47 км. Територія району за своєю конфігурацією є компактною. Площа району становить 994,13 км².

## Історія
Лугинський район було утворено 7 березня 1923 року, в складі Коростенської округи Волинської губернії, постановою Всеукраїнського центрального виконавчого комітету № 306.
13 червня 1930 року, відповідно до постанови ВУЦВК та РНК УРСР, Коростенську округу було розформовано, територію, в тому числі і Лугинський район, приєднано до складу Волинської округи.
З 15 вересня 1930 року, через скасування округ, район перейшов у пряме підпорядкування до республіканського центру. 9 лютого 1932 року район увійшов до складу новоствореної Київської області. Від 22 вересня 1937 року — у складі новоствореної Житомирської області.
В 1941-43 роках територія району входила до гебітскомісаріату Коростень Генеральної округи Житомир та складалась з 30-ти сільських управ.
30 грудня 1962 року район було ліквідовано, територію приєднано до складу Олевського району. Відновлений 8 грудня 1966 року з сільських рад Олевського, Коростенського та Овруцького районів.
Ліквідований відповідно до постанови Верховної Ради України від 17 липня 2020 року «Про утворення та ліквідацію районів».

## Адміністративний устрій
Адміністративно-територіально район поділяється на селищну громаду та 4 сільські ради, які об'єднують 49 населених пунктів та підпорядковані Лугинській районній раді. Адміністративний центр — смт Лугини з 1967 року.

## Населення
Національний склад населення за даними перепису 2001 року:
| Національність | Кількість осіб | Відсоток |
| -------------- | -------------- | -------- |
| українці       | 20201          | 96,85 %  |
| росіяни        | 283            | 1,36 %   |
| поляки         | 259            | 1,24 %   |
| білоруси       | 46             | 0,22 %   |
| молдовани      | 14             | 0,07 %   |
| інші           | 55             | 0,26 %   |

Мовний склад населення за даними перепису 2001 року:
| Мова       | Кількість осіб | Відсоток |
| ---------- | -------------- | -------- |
| українська | 20504          | 98,30 %  |
| російська  | 295            | 1,41 %   |
| білоруська | 23             | 0,11 %   |
| інші       | 36             | 0,17 %   |

За даними перепису населення СРСР 1939 року чисельність населення району становила 36 001 особу, з них українців — 30 318, росіян — 1 327, німців — 308, євреїв — 2 071, поляків — 1 710, інших — 267.

## Промисловість
У смт Миролюбів діє Озерянський торфозавод. Торф добувають головним чином на Озерянському родовищі, болотному масиві Гвоздь.
Серед ресурсів нерудної сировини у районі переважають будівельні матеріали, особливо кам'яні. У цій якості найчастіше використовують кристалічні породи Українського щита, зокрема граніти. Лугинський гранкар'єр розробляв до 1995 року Жеревецьке родовище гранітів — порфіритів, розташоване між залізничними станціями Білокоровичі та Овруч. За відновлення виробництва на кар'єрі взялося ТОВ «Гранітний кар'єр». У районі відомі також глини цегельні, піски баластні, піски будівельні, пісковики, червоні та рожевувато-сірі граніти.
ДП «Лугинський райагрохім» в 1994 р. було передано на дослідно-експериментальну розробку Білокоровицьке вапнякове родовище — одне з трьох, які були відкриті ще у 1983 році. У січні 1996 року була отримана ліцензія на промислову експлуатацію цього родовища. Поклади вапняку тут зосереджені на площі 92 га. Загальні запаси сировини становлять 11,5 млн тонн. На території району геологами виявлено поклади бурштину, алмазів, золотоносних пісків.

## Політика
25 травня 2014 року відбулися Президентські вибори України. У межах Лугинського району була створена 31 виборча дільниця. Явка на виборах складала — 62,56 % (проголосували 8 376 із 13 389 виборців). Найбільшу кількість голосів отримав Петро Порошенко — 45,27 % (3 792 виборців); Юлія Тимошенко — 23,82 % (1 995 виборців), Олег Ляшко — 13,24 % (1 109 виборців), Сергій Тігіпко — 4,82 % (404 виборців). Решта кандидатів набрали меншу кількість голосів. Кількість недійсних або зіпсованих бюлетенів — 1,18 %.

## Транспорт
Територією району проходить автошлях E323.

## Пам'ятки
- Пам'ятки історії Лугинського району
- Пам'ятки монументального мистецтва Лугинського району
- Категорія:Природно-заповідний фонд Лугинського району